# Forever (альбом Spice Girls)
«Forever» — третій студійний альбом британського дівочого поп-гурту «Spice Girls». Випущений 6 листопада 2000 року. Єдиний альбом, випущений за участі лише чотирьох учасниць гурту, без Джеррі Голлівел.

## Список композицій
| #   | Назва                        | Тривалість |
| --- | ---------------------------- | ---------- |
| 1.  | "Holler"                     | 4:15       |
| 2.  | "Tell Me Why"                | 4:13       |
| 3.  | "Let Love Lead the Way"      | 4:57       |
| 4.  | "Right Back at Ya"           | 4:09       |
| 5.  | "Get Down with Me"           | 3:45       |
| 6.  | "Wasting My Time"            | 4:13       |
| 7.  | "Weekend Love"               | 4:04       |
| 8.  | "Time Goes By"               | 4:51       |
| 9.  | "If You Wanna Have Some Fun" | 5:25       |
| 10. | "Oxygen"                     | 4:55       |
| 11. | "Goodbye"                    | 4:35       |